# Fünf bange Tage
Fünf bange Tage ist ein deutscher Stummfilm aus dem Jahre 1928 von Gennaro Righelli mit Maria Jacobini und Anton Pointner in den Hauptrollen.

## Handlung
Russland zur Zarenzeit. Vor den Toren der Festung Ivangorod befindet sich das Schloss des Rittmeisters Wladimir Voikoff, der mit seiner Gattin Maria gerade ein Fest für die Offiziere der Festung vorbereitet. Auch General Vorileff, Wladimirs Vorgesetzter, erscheint auf der Burg und beginnt sogleich mit dessen Frau zu flirten. Ziemlich dreist versucht der ranghohe Offizier, Vorileffs Gattin auszuspannen. Da Wladimir im Wege steht, beabsichtigt ihn der General alsbald zu einem entfernten Grenzposten zu versetzen, selbstverständlich ohne Maria. Am darauf folgenden Tag ist eine Jagd angesetzt, an der die gesamte feine Gesellschaft der Gegend zugegen ist. Wieder unternimmt Vorileff alles, um mit Maria allein zu sein. Beim Parforceritt stürzt Maria vom Pferd und verletzt sich dabei. Bewusstlos trägt man die Voikoff in eine Jagdhütte während der Jagdhüter ins Schloss eilt, um Hilfe zu holen. Dort trifft dieser auf den in Abreise begriffenen Wladimir Voikoff und berichtet von den Geschehnissen. Sofort eilt Marias Gatte zur Jagdhütte, um nach dem rechten zu sehen. Er überrascht seinen Vorgesetzten, wie dieser sich gerade über die halbnackte Maria hermacht und versucht, die Bewusstlose zu küssen. Es kommt zum Zweikampf. Als der General mit einem Hirschfänger auf seinen Untergebenen losgehen will, schießt dieser ihn in den Arm und macht so Vorileff kampfunfähig.
Dieser Akt der Notwehr soll den Rittmeister teuer zu stehen kommen. Man klagt ihn an wegen Nichtbefolgens eines dienstlichen Befehls und tätlichen Angriffs mit einer tödlichen Waffe gegen seinen Vorgesetzten an. Ein Kriegsgericht spricht den Angeklagten schuldig, und Wladimir soll standrechtlich erschossen werden. Maria stellt in St. Petersburg ein Gnadengesuch, woraufhin man den Fürsten Kierowski zur Festung Ivangorod entsendet, um den Fall näher zu untersuchen. Der aber kann nach Aktenlage nichts entdecken, was für Milde sprechen könnte, auch wenn Kierowski den General für einen ausgemachten Schurken hält. In ihrer größten Verzweiflung wendet sich nun Maria ausgerechnet an Vorileff und bittet diesen um das Leben ihres Ehemannes. Der setzt zwar ein Gnadengesuch auf, beordert aber einen seiner Lakaien, es nicht an die Adresse des Fürsten weiterzuleiten. Und wieder wird der General zudringlich. Maria weiß sich nicht weiter zu helfen, als Vorileff mit einem Revolver im Schach zu halten. Im richtigen Moment trifft Fürst Kierowski, einer bösen Vorahnung folgend, ein und stellt den ertappten General. Der weiß sich keinen anderen Ausweg und tötet sich daraufhin selbst. Nach fünf bangen Tagen in der Todeszelle wird Wladimir Voikoff wieder entlassen und kann nun seine tapfere Gattin Maria endlich wieder in die Arme schließen.

## Produktionsnotizen
Fünf bange Tage entstand Mitte 1928, passierte am 14. August desselben Jahres die Filmzensur und wurde am 18. Dezember 1928 in Berlins Ufa-Theater Kurfürstendamm erstaufgeführt. Die Länge des mit Jugendverbot belegten Siebenakters betrug 2697 Meter. In Österreich lief der Streifen bereits ab dem 6. Oktober 1928 unter dem Titel Festung Ivangorod.
Ernst Franzos übernahm die Produktionsleitung. Otto Erdmann und Hans Sohnle gestalteten die Filmbauten. 

## Kritik
Das Tagblatt befand: „Spiel, Inszenierung und Ausstattung sind so treffend, daß jeder Besucher das Kino hoch befriedigt verlassen wird.“